# Бертхолд фон Бухег
Бертхолд фон Бухег също фон Бухек (на немски: Berthold von Buchegg (von Bucheck); * пр. 1279; † 25 ноември 1353 в Молсхайм в Елзас) е епископ на Шпайер 1328 г. и като Бертхолд II епископ на Страсбург от 1328 до 1353 г.

## Биография
Той е от швейцарския графски род „фон Бухег“. Син е на граф Хайнрих фон Бухег († 1320), ландграф на Бургундия, и съпругата му Аделхайд фон Страсберг, дъщеря на Бертхолд I фон Страсберг († 1273) и Йохана.
Преди да е избран за епископ Бертхолд фон Бухег е комтур на Тевтонския орден в Кобленц. Папата Йоан XXII го избира през май 1328 г. за епископ на Шпайер, като противник на Лудвиг Баварски. Катедралният каптел на Шпайер обаче избира Валрам фон Велденц, който е привърженик на Лудвиг Баварски. Бертхолд не успява да се задържи в Шпайер и освобожда мястото си. През края на същата година става епископ на Страсбург. Той се подчинява на Лудвиг Баварски.

## Галерия
- Герб на епископството Шпайер
- Герб на епископите на Страсбург
- Дойчхеренхауз Кобленц